# 馬と翔る日
『馬と翔る日』（うまとかけるひ）は、フジテレビジョンで2006年10月5日から2007年9月27日まで毎週木曜日21:54-22:00（日本時間）に放送されていたミニ番組。馬の博物館の一社提供であった。

## 概要
馬に関連する伝統行事や祭りを入り口として、5000年という時間をかけて人と馬とが築いてきた深い関係の「いま」を描いていく。フジテレビ木曜21時台ミニ番組では初の競馬関連番組。

## 出演
- ナレーター
  - 緒形直人